# Франц фон Зикинген (1539 – 1597)
Франц фон Зикинген (на немски: Franz von Sickingen; * 15 март 1539; † 18 март 1597 в Амлисхаген, днес към град Гераброн) е благородник от древния род Зикинген от Крайхгау в Баден-Вюртемберг, съветник, господар на Зикинген (днес в Хехинген), Ландщул и Нохфелс, „байлиф“ на Мозбах.
Той е син на Франц Конрад фон Зикинген (1511 – 1575), маршал на Курфюрство Пфалц, императорски дворцов и военен съветник, и съпругата му Луция фон Андлау (1514 – 1547), внучка на Хартман фон Андлау († 1517/1524), кмет на Базел, дъщеря на Йохан Хайнрих фон Андлау († пр. 1515) и Маргарета Рот фон Розенберг († пр. 1530). Внук е на Франц фон Зикинген (1481 – 1523), вожд на германското рицарство, и съпругата му Хедвиг фон Флерсхайм († 1515), сестра на Филип фон Флерсхайм (1481 – 1552), княжески епископ на Шпайер (1529 – 1552). Правнук е на рицар Швикер/Швакхарт фон Зикинген, господар на Кефенах и Бирленбах († 1505) и Маргарета Пулер фон Хоенбург († 1517), главна наследничка на род Хоенбург от Елзас. Брат е на Георг Вилхелм фон Зикинген, женен за Барбара Фогт фон Хунолщайн.
Франц фон Зикинген умира на 58 години на 18 март 1597 г. в Амлисхаген в района на Щутгарт и е погребан там. Син му Швайкхард фон Зикинген († сл. 1642) е издигнат на фрайхер.
Фамилията е издигната 1606 г. на имперски фрайхер и на 19 февруари 1790 г. на имперски графове.

## Фамилия
Франц фон Зикинген се жени пр. 1566 г. за Анна Мария фон Фенинген († 19 септември 1582, погребана в „Св. Магдалена“, Зикинген), дъщеря на Еразмус фон Фенинген († 1582) и Сузана (Зигуна) фон Фрундсберг (* 1522). Те имат децата:
- Луция фон Зикинген (* 6 март 1569; † 12 юли 1603), омъжена на 28 юни 1590 г. за граф Себастиан фон Хатцфелд (* 13 декември 1562 или 1566; † 10 декември 1631 или 1630)
- Швайкхард фон Зикинген (* 27 април 1570; † сл. 1642), фрайхер, женен на 27 април 1592 г. за Мария Магдалена фон Кронберг (* ок. 1572), дъщеря на Франц фон Кронберг ( † 1605) и Катарина фон Хатщайн († сл. 1605); родители на:
  - Йохан Швайкхард фон Зикинген (* 9 декември 1592, Зикинген; † 1666), женен на 8 ноември 1619 г. за Урсула фон Далберг (1602 – 1664)